# Brother Carl
Brother Carl är en svensk dramafilm från 1971 med regi och manus av Susan Sontag.  I rollerna ses bland andra Geneviève Page, Keve Hjelm och Gunnel Lindblom.

## Om filmen
Inspelningen ägde rum 1970 med start den 3 augusti och filmades i Stockholm samt Stockholms skärgård. Fotograf var Rune Ericson, kompositör Torbjörn Iwan Lundquist och klippare Lars Hagström. Filmen premiärvisades den 3 maj 1971 på biografen Grand i Stockholm och är 98 minuter lång.
Filmen var den amerikanska regissören Susan Sontags andra och sista film i Sverige och likt föregångaren, Duett för kannibaler (1969), fick den utstå omfattande kritik och blev inte heller någon publikframgång.

## Handling
Lena övertalar vännen Karen att följa med ut i skärgården för att träffa Martin.

## Rollista
- Geneviève Page – Karen
- Keve Hjelm – Martin, koreograf
- Gunnel Lindblom – Lena, teaterregissör, Martins tidigare fru
- Laurent Terzieff – Carl Norén
- Torsten Wahlund – Peter, Karens man
- Pernilla Åhlfeldt – Anna, Karens och Peters dotter
- Lars Hedberg – tvillingpojke
- Kjell Hedberg	– tvillingpojke

### Fotnoter
1. 1 2 3 4  ”Brother Carl”. Svensk Filmdatabas. http://sfi.se/sv/svensk-filmdatabas/Item/?itemid=4869&type=MOVIE&iv=Basic&ref=/templates/SwedishFilmSearchResult.aspx?id%3d1225%26epslanguage%3dsv%26searchword%3dbrother+carl%26type%3dMovieTitle%26match%3dBegin%26page%3d1%26prom%3dFalse. Läst 27 april 2013.